# Tapirira
Tapirira is een geslacht uit de pruikenboomfamilie (Anacardiaceae). De soorten uit het geslacht komen voor van in Mexico tot in het zuidelijke deel van tropisch Zuid-Amerika en op het eiland Trinidad.

## Soorten
- Tapirira bethanniana J.D.Mitch.
- Tapirira chimalapana T.Wendt & J.D.Mitch.
- Tapirira guianensis Aubl.
- Tapirira lepidota Aguilar & Hammel
- Tapirira mexicana Marchand
- Tapirira obtusa (Benth.) J.D.Mitch.
- Tapirira pilosa Sprague
- Tapirira retusa Ducke
- Tapirira rubrinervis Barfod

... · 
Anacardium · 
Bouea · 
Buchanania · 
Cotinus · 
Mangifera · 
Pistacia (Pistache) · 
Protorhus · 
Rhus · 
Schinus · 
Sclerocarya · 
Sorindeia · 
Spondias · 
Toxicodendron · 
...